# Business-IT
Als Business-IT – frei übersetzt: Informationstechnik für Geschäftszwecke – werden jegliche IT-Geräte, die geschäftlichen Zwecken dienen, bezeichnet. Dazu gehören heutzutage u. a. Personal Computer (PCs), Notebooks, Tablets, Smartphones. Weiterhin kann, wenn es um Business-IT Prozesse geht, auch der Einsatz betrieblich relevanter Software als Business-IT bezeichnet werden.

## Allgemeines
Fast jedes Unternehmen benötigt angesichts der fortschreitenden Digitalisierung irgendeine Form von Business-IT, um seine Geschäftsziele zu verfolgen. Elektronische Kassensysteme, digitalisierte Buchhaltung, Kundenkommunikation über mehrere Kanäle hinweg, ein effektiver Vertrieb und Sales der eigenen Produkte und anderes mehr gelten vielerorts quasi als Standard. Da die Umsetzung oft mit Schwierigkeiten verbunden ist, haben sich kleine Beratungsfirmen aber auch große Konzerne wie Accenture auf den optimalen Einsatz von IT-Lösungen im Business spezialisiert.

## Definition und Abgrenzung
Der Begriff Business-IT ist entstanden, um den unternehmerischen Einsatz von IT gegenüber den privat genutzten IT-Endgeräten abzugrenzen. Die privaten Endgeräte dienen vorzugsweise dem Einsatz als Gaming-PC, Notebook und Tablet zum privaten Internetsurfen, das Smartphone als Second-Screen -Gerät. Business-IT hingegen ist darauf ausgelegt, dem täglichen Gebrauch und stundenlangen Dauereinsatz standzuhalten. Hochwertige Komponenten kommen zum Einsatz und die Geräte sind oftmals auf ein mobiles und flexibles Arbeiten ausgelegt. Bei der privaten IT sind es oftmals andere Faktoren die als wichtig erachtet werden, geht es hier zum Beispiel um den Einsatz als Streaming-Medium zum Betreiben des Heimkinos.

## Arten
Unterschieden werden kann bei der Business-IT im weitesten Sinne, zwischen klassischen Geräten und modernen Geräten, die sich immer größerer Beliebtheit erfreuen. Zu den klassischen Geräten gehören auch die sogenannten asynchronen Telekommunikationsgeräte wie Kopierer, Telefax und Anrufbeantworter sowie der klassische PC, Monitor und das Telefon. Bei den modernen Geräten sind Beamer, Workstations, Laptops/Notebooks, Tablets, Smartphones oder auch Smartboards zu nennen. Sie dienen der heute immer wichtiger werdenden synchronen Telekommunikation. Vor allem die Covid-19-Pandemie hat die Wirtschaft weltweit vor neue Herausforderung gestellt und die synchrone Kommunikation in Form von Zoom, Teams, Google Meet - Videokonferenzen oder Chatten stark popularisiert. Millionen Arbeitnehmende wurden plötzlich ins Homeoffice geschickt, mitunter herrschten in einigen Ländern sogar eine Homeofficepflicht, welche eine große Nachfrage an EDV-Geräten mit sich brachte. Um diesen Bedarf zu decken, muss vielfach auf sogenannte refurbished-IT zurückgegriffen werden, diese kann bei diversen Onlinehändlern wie Notebooksbilliger oder Itsco bezogen werden.

## Business-IT Firmen
Zu den bekannten Herstellern sogenannter Business-IT Endgeräten gehören u. a. folgende Unternehmen
- Lenovo
- Microsoft
- Hewlett Packard
- Ricoh
- Acer
- Canon
- Kyocera
- Dell
- Samsung
- Apple